# Jean d'Espinay, le jeune
 (novembre 2017).
Si vous disposez d'ouvrages ou d'articles de référence ou si vous connaissez des sites web de qualité traitant du thème abordé ici, merci de compléter l'article en donnant les références utiles à sa vérifiabilité et en les liant à la section « Notes et références ».
Jean d'Espinay, le jeune, né en Bretagne et mort en 1503, est un prélat français du XVe siècle  et du début du XVIe siècle qui fut évêque de Valence de 1491 à 1503.

## Biographie
Jean d'Espinay est le fils de Richard, sire d'Espinay et de la Rivière, chambellan du  François II de Bretagne, et de Béatrix de Montauban.  Deux de ses frères Jean senior  et Robert sont aussi évêque. Leur frère André est cardinal.
Jean d'Espinay  dit le Jeune est absous d'irrégularité pour avoir cumulé pendant plus d'un an le décanat rural de Châteaugiron et la paroisse de Thourie. Il reçoit à la même époque un prieuré au diocèse de Nantes et il est fait ensuite abbé d'Aiguevive dans le diocèse de Tours. Il devient évêque de Valence en 1491.